# Guerres de Religion
Pour les articles homonymes, voir Guerre de religion.

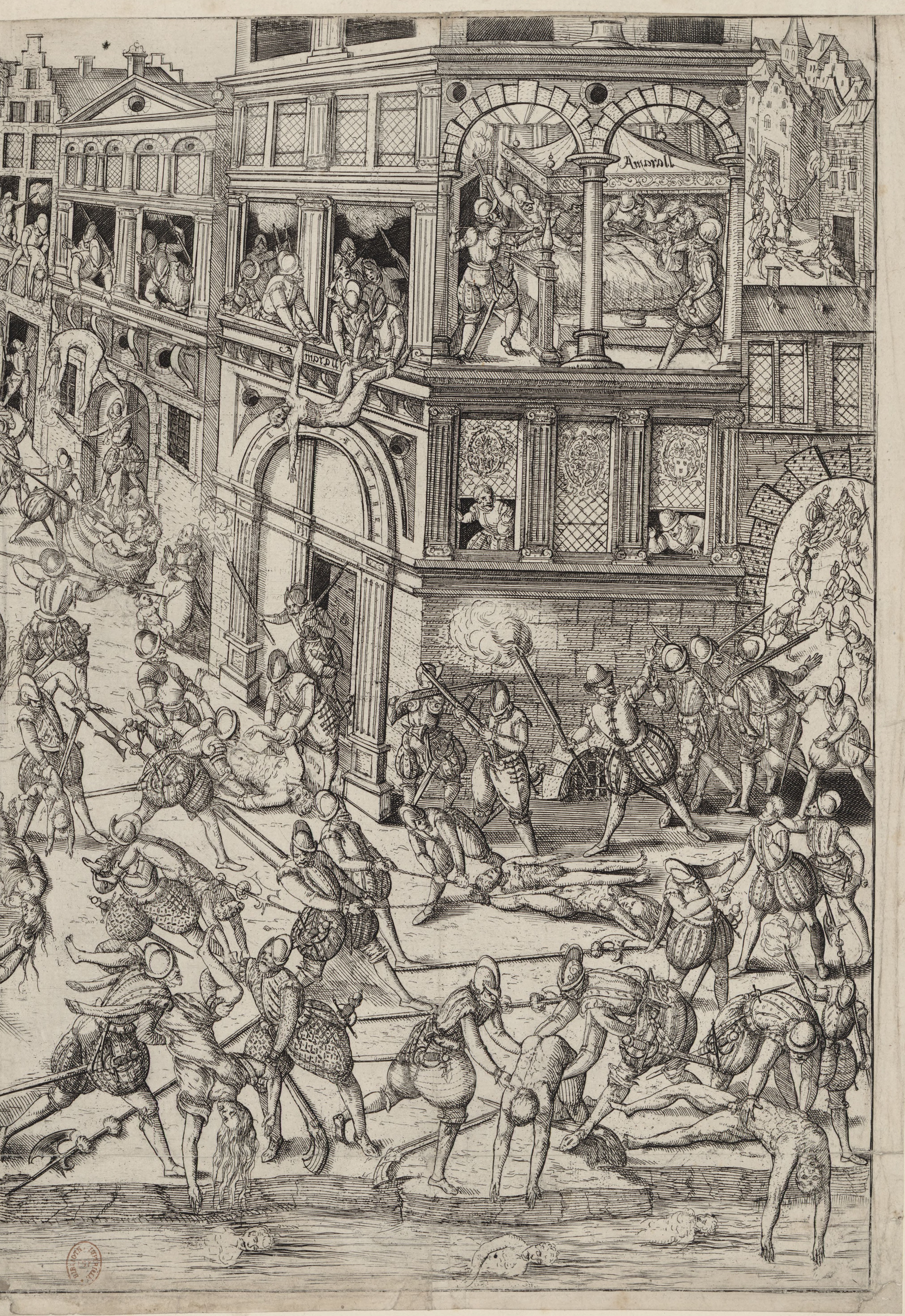
Le massacre de la Saint-Barthélemy, le 24 août 1572.

Les guerres de Religion sont une série de conflits qui, en Europe, opposèrent les protestants et les catholiques du XVIe au XVIIIe siècle.

## Historique
Les premières guerres de Religion apparaissent au sein du Saint-Empire romain germanique, où naît le protestantisme (Réforme luthérienne) lorsque Martin Luther publie ses « 95 Thèses » dénonçant les travers de l’Église catholique romaine, le 31 octobre 1517 sur la porte de l'église de la Toussaint de Wittemberg. La guerre des paysans allemands, qui se déroule de 1524 à 1526, mêle tout à la fois des causes sociales et religieuses. La paix d'Augsbourg (1555) met un terme provisoire au conflit religieux pendant plus d'un demi-siècle. Les hostilités reprennent au XVIIe siècle avec la guerre de Trente Ans qui opposa de 1618 à 1648 les princes et souverains protestants et catholiques. Par son enjeu géopolitique, elle implique plusieurs pays voisins de l'Empire, comme la France, le Danemark, la Suède et la Hongrie.

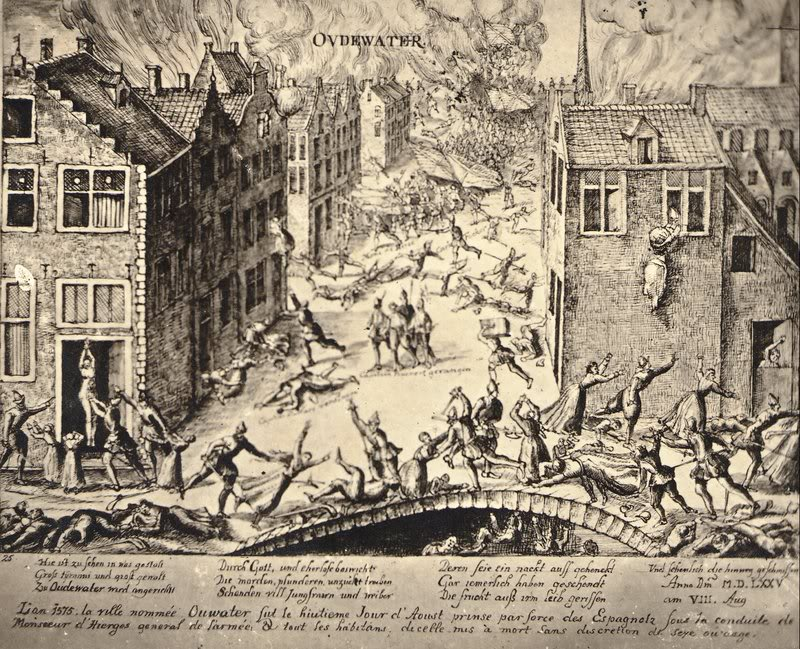
Le massacre de la population de la ville néerlandaise d'Oudewater par les Espagnols en 1575, pendant la guerre de Quatre-Vingts Ans.

En France, les guerres de Religion constituent une série de huit conflits qui se sont déroulés entre 1562 et 1598. Elles s'amorcent sous le règne de François II avec la conjuration d'Amboise (1560) et trouvent leur paroxysme avec le massacre de la Saint-Barthélemy (1572). Elles se terminent par la signature de l'édit de Nantes en 1598. En Basse-Navarre, royaume distinct du royaume de France au XVIe siècle, un conflit de même nature eut lieu de 1560 à 1572. À la fin du XVIIe siècle et au début du XVIIIe siècle, la révocation de l'édit de Nantes (1685) amena le roi de France Louis XIV à lancer une série de campagnes de persécutions religieuses — connues notamment sous le nom de « dragonnades » — contre les populations protestantes à l'intérieur même du royaume de France, celles-ci aboutissant finalement à la guerre des Cévennes menée contre les Camisards. C'est seulement à l'époque du roi soleil que le terme de « guerre de religion » s’établit pour désigner les conflits confessionnels des XVIe et XVIIe siècles.
Dans les Pays-Bas espagnols, les guerres de Religion ont pris la forme d'une guerre d'indépendance connue sous le nom de guerre de Quatre-Vingts Ans.

## Liste des principaux conflits

### AuXVIesiècle
- Saint-Empire romain germanique : 
  - la guerre des paysans allemands (1524–1526)
  - les guerres de Kappel en Suisse (1529 et 1531)
  - la guerre de Schmalkalden (1546-1547)
  - la guerre de Cologne (1583-1588)
- Angleterre : 
  - la révolte du livre de la prière commune (1549)
  - la révolte des comtes du Nord (1569)
  - la guerre anglo-espagnole (1585-1604)
- Écosse : le soulèvement protestant (1559-1560)
- France : les guerres de Religion (1562-1598)
- Pays-Bas : la révolte des Gueux (1566-1567) et la guerre de Quatre-Vingts Ans (1568-1648)
- Irlande : 
  - les rébellions des Geraldines du Desmond (1569-1583)
  - la rébellion de Tyrone (1594-1603)

### AuXVIIesiècle
- Europe : la guerre de Trente Ans (1618-1648)
- France : les guerres de Monsieur de Rohan (1621-1629)
- Autriche : Guerre des paysans autrichienne (1626)
- Royaume-Uni : les Guerres des Trois Royaumes (1639-1651)
- Suisse : La première guerre de Villmergen (1656)

### AuXVIIIesiècle
- France : la guerre des Cévennes (1702-1704)
- Suisse : La seconde guerre de Villmergen (1712)

### AuXIXesiècle
- Suisse : Guerre du Sonderbund